# Московское общество любителей рыболовства
Одним из основателей Московского общества любителей рыболовства, а в дальнейшем его почетным членом и заместителем председателя был Л. П. Сабанеев. Члены Общества вносили первый год по 15 рублей, а следующие по 10 рублей.

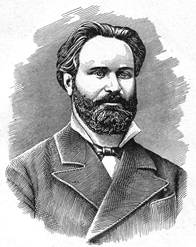
Л. П. Сабанеев

Среди членов общества были такие известные люди как Бахрушин, Николай Петрович (потомственный почётный гражданин, выборный Московского биржевого общества, директор правления Товарищества кожевенной и суконной мануфактур Алексея Бахрушина сыновей, член совета Московского купеческого банка, директор правления товарищества «Сталь», попечитель Александро-Мариинского Замоскворецкого училища, один из основателей Торгово-Промышленной партии). Он же руководил отделением Московского общества любителей рыболовства, имевшим на Нижнем Царицынском и Борисовском прудах лодочные пристани с лодками, рыболовными снастями и с помещениями для ночлега рыбаков и хранения лодок в зимнее время.
Обществу Любителей Рыболовства было дано право ловли и в определенных рыболовных местах. На Царицынских прудах, в Люблине и на Москве-реке Общество будет имело свои лодки.
На 1886 год Обществом были сняты: Москва-река от Москворецкого моста до Крымского, Люблинский и Царицынские пруды, проведены переговоры об аренде озера Косина, Серебрянского пруда, Ходынских прудов и Бисеровского озера. В этих местах планировалось допускаться к ловле только членов Общества и лиц взявших разовые и сезонные билеты.
Как писала в 1908 году Охотничья газета:

«Собранию было доложено, что в январе минувшего 1907 г. было куплено и пущено в Царицынские пруды 15 пудов линей и 10 февраля сего года еще было пущено 10 пудов линей. Пущенные в 1907 г. лини уже попадались на удочку. По этому поводу действительным членом г. Привезенцевым был возбужден вопрос о том, чтобы гг. члены общества при ловле в 1908 году не брали мелких линей, дабы иметь возможность им вырасти и расплодиться, причем напомнил, что в былые годы охота на линей в Царицынских прудах считалась одной из лучших в Московской губернии. Линь ловился только крупный; не представляло труда поймать в утро 3-5 штук трех-фунтовиков, что в последние годы представляется невозможным. Собрание согласилось с доводами г. Привезенцева и постановило вывесить в павильонах общества объявления, которыми просят гг. членов не брать мелких линей. На это постановление один только член общества г. Силуянов высказал, что все-таки будет брать мелких линей, так как собрание постановило только „просить“ не брать, а не „запретило“. По окончании собрания состоялся товарищеский подписной ужин, который прошел очень оживленно; было провозглашено много тостов».

Общее собрание Московского общества любителей рыболовства. — Охотничья газета, 1908, № 17, с. 216.
Общество присуждало различные награды и призы за достижения в области рыболовства — золотые и серебряные жетоны и медали.
Ежегодно Общество публиковало отчеты о своей деятельности.